# Kolo Touré
Kolo Habib Touré (Bouake, 19. ožujka 1981.) je umirovljeni nogometaš iz Obale Bjelokosti. Zadnje je igrao za škotski klub Celtic na poziciji braniča.

## Vanjske poveznice
|  | Zajednički poslužitelj ima još gradiva o temi Kolo Touré |

- Profil na Transfermarktu
- Profil na Soccerwayu